# Ievdokia Berxànskaia
Ievdokia Davídovna Botxarova, rus: Евдоки́я Давы́довна Бочаро́ва (nascuda Karabut, rus: Карабу́т, Berxànskaia, rus: Берша́нская pel seu primer marit, 6 de febrer de 1913, Dobrovólnoie, actual krai de Stàvropol, llavors gubèrnia de Stàvropol, Imperi Rus - 16 de setembre de 1982, Moscou, URSS) fou una aviadora soviètica, participant en la Gran Guerra Patriòtica i comandant del 46è Regiment «Taman» de Guàrdies de Bombarders Nocturns. És, fins ara, l'única dona guardonada amb l'Orde de Suvórov

## Biografia
Després de la mort dels seus pares durant la Guerra Civil Russa, va ser criada pel seu oncle. El 1931, es va graduar a l'escola secundària a Blagodarni i es va inscriure a l'Escola de Pilots de Bataisk. En va sortir diplomada i va formar d'altres pilots fins al 1939, quan va ser nomenada Comandant del 218è Esquadró d'Operacions Especials d'Aviació i es va convertir en regidora de l'ajuntament de Krasnodar. Abans de la invasió alemanya a la Unió Soviètica, es va casar amb Piotr Berxanski, comandant del 889è Regiment d'Aviació de Bombarders Nocturns, amb qui va tenir un fill, però el seu matrimoni no va durar. Continuà utilitzant el cognom Berxànskaia fins al seu segon matrimoni amb Konstantín Botxarov al final de la guerra.

## Segona Guerra Mundial
El 1941, Marina Raskova obtingué l'aprovació de Stalin per crear tres regiments d'aviació totalment femenins: el 588è NBAP, el 587 BAP i el 88è regiment de bombarders de nit. Ievdokia Berxànskaia, com a pilot avesada amb deu anys d'experiència i bones habilitats d'organització, es va convertir en la comandant del 588è Regiment de Bombarders Nocturns, que volava amb biplans Polikàrpov Po-2. Sota el seu comandament, el regiment va lluitar fins al final de la guerra.
El 1943, el regiment va rebre el grau de Guàrdies i es va reorganitzar sota el nom de 46º Regiment d'Aviació de la Guàrdia de Bombarders Nocturns. Les dones pilots eren tan ferotges que els soldats alemanys les anomenaven "les bruixes de la nit". Les van anomenar així perquè sovint, durant la seva missió, tallaven el gas del motor del seu avió, la qual cosa els permetia d'acostar-se discretament a llur objectiu per llançar-hi les seves bombes. Fins a la seva dissolució a l'octubre de 1945, el regiment es va mantenir totalment femení. En conjunt, es van fer més de 23000 sortides, i es van llançar més de 3000 tones de bombes sobre les forces enemigues.
A més, vint-i-tres membres del regiment van rebre el títol d'Heroïnes de la Unió Soviètica, dues foren declarades Heroïnes de la Federació Russa i una rebé el títol d'Heroïna de la República del Kazakhstan.

## Anys de postguerra
Després de la guerra, ella i el seu marit es van traslladar a Moscou, on va treballar al Comitè de dones soviètiques, així com al Comitè de Veterans de Guerra. Va morir d'un atac al cor el 16 de setembre de 1982. És enterrada al Cementiri de Novodévitxi.

## Homenatges
- El 1988, es va erigir un monument en honor seu a l'aeroport de Kranosdar.[5]
- El 2005, l'aerolínia Kuban va nomenar un dels seus avions Berxànskaia.[6]
- El 2017, es va erigir un monument en honor seu a Stàvropol prop de l'antiga escola tècnica pedagògica on va fer els seus estudis.[7]

## Condecoracions
- 2 Ordes de la Bandera Roja
- Orde de Suvórov de tercer grau
- Orde d'Alexandre Nevski
- Orde de la Guerra Patriòtica de segon grau
- Orde de la Insígnia d'Honor
- Medalla del Centenari de Lenin
- Medalla de la defensa del Caucas
- Medalla de la victòria sobre Alemanya en la Gran Guerra Patriòtica 1941-1945
- Medalla del 20è Aniversari de la Victòria en la Gran Guerra Patriòtica
- Medalla del 30è Aniversari de la Victòria en la Gran Guerra Patriòtica
- Medalla per l'Alliberament de Varsòvia
- Medalla del 50è Aniversari de les Forces Armades Soviètiques
- Medalla del 60è Aniversari de les Forces Armades Soviètiques
- Medalla del 800è Aniversari de Moscou
- Medalla "Lluitador actiu contra el feixisme" (RDA)

El 1975, Ievdokia Botxarova va ser guardonada amb el títol de ciutadana honorària de Krasnodar.